# ピーター・モーガン
ピーター・モーガン（Peter Morgan, 1963年4月10日 - ）は、イギリスの脚本家、映画プロデューサー。

## 来歴・人物
ロンドン出身。父親はナチスの迫害から逃れたユダヤ系ドイツ人、母親はソビエトから逃れたカトリック教徒のポーランド人。9歳の時に父親が亡くなる。リーズ大学を卒業。
私生活では、1997年に結婚したオーストリア人のアンナ（愛称リラ）・シュヴァルツェンベルク(東欧の名家シュヴァルツェンベルク侯爵家出身)との間に3人の子供がおり、2006年の冬からウィーンで暮らしている。義父のカレル・シュヴァルツェンベルク侯はチェコの外務大臣を務めている。
テレビシリーズの脚本家としてキャリアをスタートさせる。2006年公開の『クィーン』と『ラストキング・オブ・スコットランド』で注目を集め、ゴールデングローブ賞や英国アカデミー賞を受賞し、『クィーン』でアカデミー賞脚本賞にノミネートされた。
2006年には『フロスト/ニクソン』で初の劇作を手掛け、2008年にロン・ハワード監督により映画化され、2度目のアカデミー賞候補（脚色賞）となった。

## 主な作品

### 映画
- 巨人と青年 The Silent Touch （1992年） 脚本
- マーサ・ミーツ・ボーイズ Martha, Meet Frank, Daniel and Laurence （1998年） 脚本
- ラストキング・オブ・スコットランド The Last King of Scotland （2006年） 脚本
- クィーン The Queen （2006年） 脚本
- ブーリン家の姉妹 The Other Boleyn Girl （2008年） 脚本
- フロスト×ニクソン Frost/Nixon （2008年） 脚本
- くたばれ!ユナイテッド -サッカー万歳!- The Damned United （2009年） 脚本・製作総指揮
- ヒア アフター Hereafter （2010年） 脚本・製作総指揮
- 360 360 （2011年） 脚本
- 裏切りのサーカス Tinker Tailor Soldier Spy （2011年） 製作総指揮
- ラッシュ/プライドと友情 Rush （2013年） 脚本・製作
- ボヘミアン・ラプソディ Bohemian Rhapsody （2018年） 原案

### テレビシリーズ
- ザ・クラウン The Crown (2016年-2023年) 脚本・製作